# Ковітіді Ольга Федорівна
Ольга Федорівна Ковітіді (нар. 7 травня 1962, Сімферополь, Українська РСР) — українська колабораціоністка з Росією, колишня українська (нині російська) політична та громадська діячка, юристка. Після початку анексії Росією Криму перейшла на бік Росії. Член Ради федерації РФ від окупаційної влади Криму з 15 квітня 2014 року. Кандидат юридичних наук. Колишній член Партії регіонів.
Депутатка Верховної Ради АРК (з 26 березня 2006 по 17 березня 2014 року). Помічниця міністра юстиції України (2013—2014). Заступниця голови ради міністрів окупаційної тимчасової влади РФ, «Республіки Крим» Сергія Аксьонова (з 18 березня по 26 березня 2014 року). Під початку окупації Криму Росією призначена російським сенатором від Криму.
На російському телебаченні Ковітіді відома українофобними заявами.
Доцент. Голова Союзу юристів АРК. Заступниця голови Союзу юристів України. Член Всесвітньої Асоціації юристів, Світового конгресу юристів українського походження. Член Ради Всесвітнього грецького Міжпарламентського Союзу.

## Життєпис

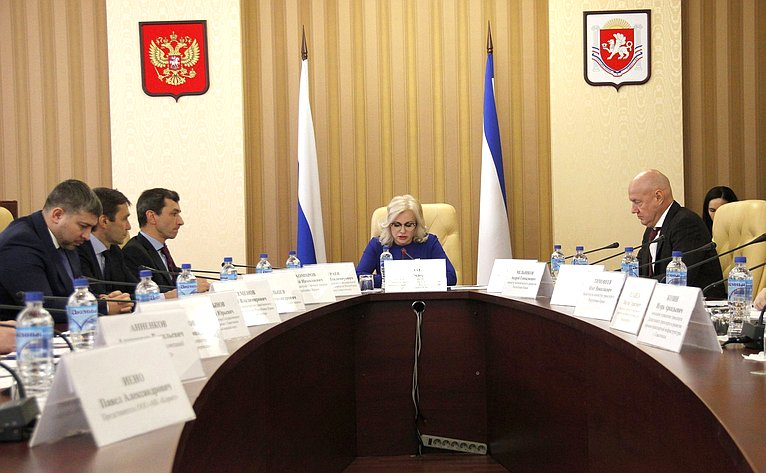
Ольга на нараді в «раді міністрів Криму». Сімферополь, 17 січня 2017 року

- 2006—2010 — депутатка Верховної Ради АРК.
- З 2010 року — депутатка Верховної Ради АРК шостого скликання. У попередньому складі парламенту Криму входила в «Блок Куніцина» (фракція «Крим»),
- з 2010 року по лютий 2014 року — член Партії регіонів[4].
- З 1980 року — лаборантка НІК Сімферопольського університету.
- 1980—1981 — секретарка-друкарка історичного факультету Сімферопольського університету.
- З 1981 року — секретарка-друкарка оптово-роздрібної контори «Укрбудматеріали», Сімферополь.
- 1981—1982 — друкарка відділу юстиції Кримського облвиконкому.
- 1983—1986 — кур'єрка, статистик Сімферопольського райкому ВЛКСМ України.
- 1986 — заочно закінчила Одеський університет за спеціальністю «правознавство», здобула кваліфікацію юриста.
- 1986—1987 — керівниця гуртка правознавства Будинку піонерів Сімферопольського районного відділу освіти.
- 1987—1995 — адвокатка Кримської колегії адвокатів, Сімферополь.
- 1995—1999 — керівниця Кримського юридичного агентства «Інтерномікос», Сімферополь.
- 1997 — голова Союзу юристів АРК, заступник голови Союзу юристів України.
- 1999 — головна редакторка юридичного журналу «Терези Феміди».
- 2001—2006 — декан Кримського факультету Національної юридичної академії України у Сімферополі.
- 2006—2008 — заступниця голови Севастопольської міської державної адміністрації.
- З 2008 року — виконуюча обов'язки начальника, з жовтня 2008 року — начальник Головного управління юстиції Міністерства юстиції України в Севастополі. З жовтня 2013 року — помічник міністра юстиції України.
- З 28 лютого по 15 березня 2014 року — заступниця Голови Ради міністрів Криму.
- З 15 квітня 2014 року — сенатор від виконавчої влади Криму.
- 20 вересня 2019 року після інавгурації Сергій Аксьонов знову призначив Ковітіді сенатором від виконавчої влади Криму на п'ять років.

### Російсько-українська війна
Під час російської інтервенції до Криму стала колабораціоністкою із окупаційною владою.
- 26 березня 2014 — російська окупаційна влада Криму призначила Ольгу членом Ради Федерації РФ від Криму[5][6].
- Член Комітету Ради Федерації з оборони та безпеки.
- В лютому 2015 року— парламентська асамблея ОБСЄ відмовилася визнавати повноваження члена російської делегації Ковітіді, як «першого члена Ради Федерації РФ від Криму»[7][8][9][10].

Ковітіді входить в санкційний список, прийнятий Євросоюзом. Прокуратурою АРК підозрюється у державній зраді, у зв'язку з чим оголошена в розшук. 12 жовтня 2022 пресслужба Прокуратури АРК та Севастополя повідомила, що Ковідіті загрожує до 12 років колонії за звинуваченням у колабораціонізмі та виправданні збройної агресії Росії проти України.

## Українофобія
В ефірі російської програми «Час покаже» на «Першому каналі», Ковітіді, пославшись на слова ватажка терористів «ДНР» Олександра Захарченка, озвучила фейк про те, що українські силовики на Донбасі «гвалтують дітей, заливаючи їм у вагіну пінобетон».

| «Мені запам'яталося те, про що сказав зараз Олександр Захарченко. Коли ми обговорювали все те, що відбувається зараз на Донбасі, він сказав: "Ви знаєте, таких звірств ми не бачили ніколи. Це нелюди". І навів приклад того, що дуже багато таких випадків, про які просто страшно сьогодні говорити. Зґвалтована восьмирічна дівчинка, якій у вагіну заливається пінобетон. Привели випадки, коли чотири дівчинки, буквально від 18 до 25 років, у яких на лобі вирізали "Кума сепаратиста", "Дружина сепаратиста", "Дочка сепаратиста". З розрізаними грудьми, їх спина до спини посадили, дротом обв'язали і відправили їх родичам"». |

## Санкції
Через підтримку російської агресії та порушення територіальної цілісності України під час російсько-української війни перебуває під персональними міжнародними санкціями різних країн.
З 12 березня 2022 року перебуває під санкціями всіх країн Європейського союзу.
З 16 вересня 2022 року перебуває під санкціями Великої Британії. 
З 30 вересня 2022 року перебуває під санкціями Сполучених Штатів Америки.
З 23 березня 2022 року перебуває під санкціями Канади.
З 16 березня 2022 року перебуває під санкціями Швейцарії.
З 24 червня 2020 року перебуває під санкціями Австралії.
З 5 серпня 2014 року перебуває під санкціями Японії.
Указом президента України Володимира Зеленського від 7 вересня 2022 року перебуває під санкціями України.
З 3 травня 2022 року перебуває під санкціями Нової Зеландії.

## Сім'я
Одружена з Мальцевим Артемом Олександровичем (04.09.1976)

## Нагороди

### Росії
- Орден Дружби (16 березня 2014 рік);
- Медаль «За доблесть» (березень 2014);
- Окупаційна медаль «За повернення Криму» (квітень 2015);
- Орден «За вірність обов'язку» (РФ, 13 березня 2015 року)[23].

### України
- Орден Княгині Ольги III ступеня (07.10.2004);[24] (позбавлена)[20]
- Почесне звання «Заслужений юрист України»; (позбавлена)[20]
- Почесне звання «Заслужений юрист Автономної Республіки Крим» (2004); (позбавлена)[20]
- Знак відмінності Конституційного Суду України; (позбавлена)[20]
- Почесна грамота Кабінету Міністрів України (2007); (позбавлена)[20]
- Почесна грамота Президії Верховної Ради АРК (2013). (позбавлена)[20]

### Південної Осетії
- Медаль «На ознаменування 10-річчя Перемоги у Вітчизняній війні народу Південної Осетії» (21 серпня 2018 року) — за внесок у розвиток та зміцнення дружніх відносин між народами та у зв'язку зі святкуванням 10-ї річниці визнання Російською Федерацією Республіки Південна Осетія як суверенної та незалежної держави.[25]